# 倒挂树萝卜
倒挂树萝卜（学名：Agapetes pensilis）为杜鹃花科树萝卜属下的一个种。

## 扩展阅读
- 維基物種上的相關：倒挂树萝卜